# Rory Reid
Rory Reid (ur. 12 października 1979 w Londynie) – brytyjski dziennikarz i jeden z byłych prezenterów popularnego programu telewizyjnego Top Gear.

## Top Gear
W lutym 2016 roku Chris Evans ogłosił, że Reid będzie jednym z nowych prezenterów Top Gear. Następnie prowadził program obok Chrisa Harrisa i Matta LeBlanca w dwudziestej czwartej, dwudziestej piątej i dwudziestej szóstej serii. Był także prowadzącym Top Gear: Extra Gear. W 2019 roku ogłoszono, że do Chrisa Harrisa dołączą Andrew Flintoff i Paddy McGuinness, Reid zostanie prowadzącym Top Gear: Extra Gear, a LeBlanc odejdzie z programu. Extra Gear nie zostało jednak kontynuowane.